# Нуклеарна електрана Фукушима I
Нуклеарна електрана Фукушима I (јап. 福島第一原子力発電所) такође и Фукушима Даичи је нуклеарна електрана која се налази у граду Окума у јапанској префектури Фукушима. Састоји се од шест реактора са кључалом водом заједничке снаге 4,7 GW, што је чини једном од најснажнијих електрана на свету. Под управом је ТЕПКО-а.

## Хаварија
Накона земљотреса и цунамија у марту 2011. дошло је до нуклеарне хаварије и отказивања дотока струје, што је довело до топљења реактора. Том приликом раширила се велика радијација, а евакусиано је више хиљада становника.

## Галерија
- Шема реактора
- Аероснимак електране
- Пре и послеексплозије